# Tratado de Briones
El Tratado de Briones o la Paz de Briones fue un acuerdo firmado entre el Reino de Navarra y la Corona de Castilla, el 31 de marzo de 1379 en el campamento real castellano emplazado en Briones, para poner fin a la guerra que había estallado el año anterior. 
En ella Carlos II de Navarra debía romper la alianza militar que tenía con Inglaterra, que no habría de tener alianzas matrimoniales con la misma y que se prohibiría el paso por Navarra de cualquier enemigo para Castilla. Esta fue una victoria importante para Enrique II de Castilla que debilitaba a los ingleses en la guerra de los Cien años.

## Contexto
Carlos II de Navarra, tras el fracaso continuado en sus aspiraciones al trono francés, regresa a Pamplona en 1364 despojado de gran número de sus posesiones en Francia. Aprovechando la guerra civil castellana entre 1363-1369 ocupó Logroño, Vitoria, Santa Cruz de Campezo y Salvatierra de Álava.
Cuando Enrique II de Castilla logra asegurarse el trono, reclama las plazas ocupadas añadiendo Tudején, Laguardia y la Sonsierra. El 20 de noviembre de 1368 en Toledo queda sellada una estrecha alianza entre Castilla y Francia. Con esta alianza, y a punto de finalizar la tregua entre castellanos y navarros tras las ocupaciones de las citadas plazas (1371), Juana de Valois, reina de Navarra, actuando de regente ante la ausencia de Carlos II, busca un acuerdo con Enrique II (Burgos, 3 de noviembre de 1371) para someterse al arbitraje papal y del rey de Francia sobre estas reclamaciones castellanas. Carlos II ratifica este acuerdo en Aviñón el 1 de marzo de 1372.
Aceptada la intermediación del legado pontificio, el cardenal Guido de Bolonia por ambas partes, el 4 de agosto de 1373, se pronuncia el arbitraje zanjando las diferencias entre Castilla y Navarra que, al mismo tiempo, establecía una alianza entre ambos reinos. Entre las garantías de paz se estipula la boda del infante Carlos de Navarra con Leonor de Trastámara, hija de Enrique II. Además, Navarra devolvía Logroño, Vitoria y Salvatierra de Álava, renunciado Castilla en sus pretensiones sobre Laguardia y la Sonsierra. Finalmente el 3 de octubre se completó el arbitraje estableciendo que Fitero y Tudején, reclamados por Castilla, debían continuar en manos de Navarra.
Tras dos años, el 27 de mayo de 1375 se casan en Soria el infante de Navarra, Carlos, con la infanta de Castilla, Leonor.

## Declaración de guerra navarro-castellana
En 1378, el hijo de Carlos II, el futuro Carlos III, encabezó una embajada para parlamentar con Carlos V de Francia. Este último apresó al infante navarro y ordenó el embargo de las posesiones navarras en Francia, salvándose sólo el inexpugnable Cherburgo. En el interrogatorio se descubrieron los planes del rey navarro de conseguir la villa de Logroño. Alertado el rey Enrique II de Castilla ordenó la invasión de Navarra, obligando a Carlos II a firmar el Tratado de Briones. El infante Carlos fue liberado en 1380.